# The Corrs
The Corrs är en grupp inom keltisk folkrock från Dundalk i Republiken Irland. Gruppen bildades 1990 och består av syskonen Andrea (sång, tin whistle), Sharon, (sång, fiol), Caroline (trummor, slagverk, bodhrán och sång) och Jim Corr (gitarr, keyboard och sång).
Albumet Talk on Corners (1997) och singeln "Breathless" (2000) är två av deras största framgångar.

## Diskografi
Studioalbum
- 1995 – Forgiven, Not Forgotten
- 1997 – Talk on Corners
- 2000 – In Blue
- 2004 – Borrowed Heaven
- 2005 – Home
- 2015 – White Light
- 2017 – Jupiter Calling

Livealbum
- 1999 – The Corrs Unplugged
- 2002 – VH1 Presents: The Corrs, Live In Dublin

Singlar i urval
- 1997 – "What Can I Do"
- 2000 – "Breathless"
- 2000 – "Rebel Heart"
- 2004 – "Summer Sunshine"
- 2005 – "Old Town"

Samlingsalbum
- 2001 – The Best of the Corrs
- 2004 – From Ireland With Love
- 2006 – Dreams: The Ultimate Corrs Collection
- 2007 – The Works – A 3 CD Retrospective
- 2011 – Original Album Series

### Fotnoter
1. ↑  Malin Sandström (24 oktober 1997). ”Skivor”. Dagens nyheter. http://www.dn.se/arkiv/stockholm/skivor-351. Läst 18 mars 2016.